# 서해안로
서해안로(西海岸路)는 경기도 시흥시 정왕동 대부도입구사거리와 서울특별시 구로구 개봉동 오류 나들목(개봉철도고가차도 남단)을 잇는 도로이다. 다른 명칭으로는 계수대로(桂樹大路)라고도 한다.

## 연혁
- 2002년 : 시흥 나들목 ~ 서울 오류동 구간 착공
- 2009년 7월 10일 : 2개 이상 시·도에 걸쳐 있는 도로로 서해안로를 고시[2]
- 2011년 12월 30일 : 시흥 나들목 ~ 서울 오류동 구간 6.05 km 개통[3][4]

## 주요 경유지
- 경기도 시흥시 - 부천시 (소사구)  - 서울특별시 (구로구)

## 노선
- 연한 분홍색(■): 국도 제77호선과 국가지원지방도 제84호선, 국가지원지방도 제98호선 중복 구간

| 이름                                     | 접속 노선                                                                 | 소재지     | 소재지 | 비고                               |
| ---------------------------------------- | ------------------------------------------------------------------------- | ---------- | ------ | ---------------------------------- |
| 대부도입구사거리                         | 지방도 제301호선 (대부황금로) 오이도로 공단3대로                          | 경기도     | 시흥시 | 시점                               |
| 환경사업소 교차로                        | 국도 제77호선 국가지원지방도 제84호선 국가지원지방도 제98호선 (공단2대로) | 경기도     | 시흥시 |                                    |
| 오이도입구 교차로                        | 소망공원로 오이도로                                                       | 경기도     | 시흥시 |                                    |
| 조일제지사거리                           | 공단1대로                                                                 | 경기도     | 시흥시 |                                    |
| 옥구공원                                 | 옥구공원로                                                                | 경기도     | 시흥시 |                                    |
| 옥구고가삼거리 (옥구고가교)              | 정왕대로                                                                  | 경기도     | 시흥시 |                                    |
| 서해고교삼거리                           | 정왕신길로                                                                | 경기도     | 시흥시 |                                    |
| (이름 없음)                              | 함송로                                                                    | 경기도     | 시흥시 |                                    |
| 동원아파트삼거리                         | 봉화로                                                                    | 경기도     | 시흥시 |                                    |
| 정왕 나들목 (정왕 교차로) (달월고가차도) | 지방도 제330호선 (제3경인고속화도로)                                      | 경기도     | 시흥시 |                                    |
| 월곶대교삼거리                           | 월곶중앙로                                                                | 경기도     | 시흥시 |                                    |
| 월곶입구삼거리                           | 국도 제77호선 국가지원지방도 제84호선 국가지원지방도 제98호선 (소래로)    | 경기도     | 시흥시 |                                    |
| 월곶 교차로                              | 동서로                                                                    | 경기도     | 시흥시 |                                    |
| 당월교                                   |                                                                           | 경기도     | 시흥시 |                                    |
| 방산대교                                 |                                                                           | 경기도     | 시흥시 |                                    |
| (방산교)                                 | 비류대로                                                                  | 경기도     | 시흥시 |                                    |
| 신천 나들목                              | 110호선 제2경인고속도로                                                   | 경기도     | 시흥시 |                                    |
| 방산교                                   |                                                                           | 경기도     | 시흥시 |                                    |
| 까치주유소삼거리                         | 포도원로                                                                  | 경기도     | 시흥시 |                                    |
| 신천고가 교차로 (신천고가차도)           | 국도 제42호선 (수인로)                                                    | 경기도     | 시흥시 |                                    |
| 대흥중학교 시흥시체육관                  |                                                                           | 경기도     | 시흥시 |                                    |
| ABC행복학습타운앞                        | 소래산길 호현로85번길                                                     | 경기도     | 시흥시 | 구 한국가스안전공사                |
| 대야오거리                               | 국도 제39호선 (호현로)                                                    | 경기도     | 시흥시 |                                    |
| 대야사거리                               | 복지로 서해안로1661번길                                                   | 경기도     | 시흥시 |                                    |
| 시흥 나들목                              | 100호선 수도권제1순환고속도로                                             | 경기도     | 시흥시 |                                    |
| 대야 교차로                              | 소사로                                                                    | 경기도     | 시흥시 |                                    |
| (계수교)                                 | 범안로                                                                    | 경기도     | 부천시 |                                    |
| 범박2교 범박1교                          |                                                                           | 경기도     | 부천시 |                                    |
| 범박터널                                 |                                                                           | 경기도     | 부천시 | 연장 180m                          |
| 범박터널                                 |                                                                           | 서울특별시 | 구로구 | 연장 180m                          |
| 역곡천교                                 |                                                                           | 서울특별시 | 구로구 |                                    |
| (이름 없음)                              | 연동로                                                                    | 서울특별시 | 구로구 |                                    |
| (이름 없음)                              | 오리로                                                                    | 서울특별시 | 구로구 |                                    |
| 오류동역 교차로                          | 오류로                                                                    | 서울특별시 | 구로구 |                                    |
| 오류동역                                 |                                                                           | 서울특별시 | 구로구 |                                    |
| 오류 나들목                              | 서울특별시도 제92호선 (남부순환로)                                        | 서울특별시 | 구로구 | 시흥 방향 남부순환로에서 진출 가능 |